# Federazione Italiana Vela
La Federazione Italiana Vela, nota anche con l'acronimo FIV, è l'ente di riferimento per tutto ciò che riguarda la vela, sportiva e non, in Italia. Conta circa 112.706 tesserati, 735 circoli velici affiliati, suddivisi in 15 zone periferiche (approssimativamente corrispondenti al territorio delle regioni).
Fa parte del Comitato olimpico nazionale italiano (CONI) ed è membro dell'International Sailing Federation (ISAF), la federazione mondiale della vela. 
Oltre all'attività sportiva, finalizzata alla partecipazione ai Giochi olimpici, la FIV si occupa di:
- promozione della vela, attraverso le oltre 450 scuole vela FIV con 2000 istruttori federali, che ogni anno ospitano circa 30.000 allievi;
- formazione, istruendo e riunendo in appositi albi istruttori, formatori, ufficiali di regata, stazzatori e altri tecnici;
- comunicazione, attraverso l'organizzazione di regate ed eventi, la partecipazione a mostre, fiere e iniziative, e con tutti gli strumenti comunicativi che vanno dal web alla televisione, passando per le riviste specializzate e i media in genere, con i quali il rapporto è curato dall'ufficio stampa federale;
- marketing, anche attraverso rapporti privilegiati con aziende interessate a investire nello sport della vela, in regate o in atleti.

La FIV collabora con i maggiori enti della nautica (tra cui UCINA) quale consulente per la diffusione della conoscenza della cultura marinara e per la redazione di apposite leggi e normative.

## Storia
Nel 1913 nasce a Genova l'Unione Nazionale della Marina da Diporto, per promuovere e sviluppare la navigazione da diporto e disciplinare le manifestazioni, coordinando l’opera delle diverse società di yachting. 
Il 13 aprile 1927 nasce ufficialmente la Reale Federazione Italiana della Vela, su indicazione del CONI. Il primo presidente della RFIV è Luigi Amedeo di Savoia Duca degli Abruzzi, dal 1927 al 1933. Dal 1933 al 1941 tocca al barone Alberto Fassini Camossi e, dal 1941 al 1945, al capitano Antonio N. Cosulich. Dal 1957 al 1964 sono gli anni di una vera trasformazione in chiave moderna ed internazionale della vela: il presidente è Beppe Croce (che diventerà anche presidente della Federazione Internazionale). Croce ne resta presidente fino al 1980. Dal 1981 al 1988 è presidente Carlo Rolandi. Dal 1989 al 2008 è presidente Sergio Gaibisso. Dal 2008 al 2016 la FIV è stata presieduta da Carlo Emilio Croce. Dal 2016 il presidente è Francesco Ettorre.

### Denominazione
Dal 1879 al 1912 Regio Yacht Club Italiano (RYCI); dal 1913 al 1918 Unione Nazionale della Marina da Diporto; dal 1919 al 1927 Regio Yacht Club Italiano (RYCI); dal 1928 al 1933 Federazione Italiana Vela; dal 1933 al 1945 Regia (poi Reale) Federazione Italiana Vela (RFIV); dal 1946 Unione Società Veliche Italiane (USVI); dal 1964 ritorno a Federazione Italiana Vela (FIV).

## Struttura

### Organi centrali
La Federazione ha una struttura piramidale alla cui base è posta l'Assemblea Federale, costituita da tutte le società affiliate in regola con le norme statutarie, dai rappresentanti degli Atleti e dai rappresentanti dei Tecnici eletti nelle Assemblee Zonali. 
L'Assemblea elegge ogni quadriennio Olimpico: il Presidente, il Consiglio Federale, il Presidente del Collegio dei Revisori dei Conti (due Revisori su tre sono di nomina CONI). Il Consiglio Federale è formato dal Presidente, che ha la rappresentanza legale della FIV, da 7 Consiglieri, da 1 in rappresentanza dei Gruppi Sportivi Militari, da 1 Consigliere in rappresentanza degli Atleti e da 1 Consigliere in rappresentanza dei Tecnici, governa e coordina l'attività nazionale in armonia con l'indirizzo espresso dall'Assemblea Nazionale. 

### Organi periferici
Al fine di propagandare, sviluppare, organizzare e disciplinare la pratica della vela capillarmente sul territorio nazionale, il Consiglio federale istituisce organi periferici, le Zone FIV, che attualmente sono 15.
- I Zona - Liguria
- II Zona - Toscana e Umbria
- III Zona - Sardegna
- IV Zona - Lazio
- V Zona - Campania
- VI Zona - Calabria e Basilicata
- VII Zona - Sicilia
- VIII Zona - Puglia
- IX Zona - Abruzzo e Molise
- X Zona - Marche
- XI Zona - Emilia-Romagna
- XII Zona - Veneto
- XIII Zona - Friuli-Venezia Giulia
- XIV Zona - Trentino-Alto Adige e Lago di Garda
- XV Zona - Lombardia, Piemonte e Valle d'Aosta

## Pubblicazioni ufficiali
- Manuale dell'allievo - Il testo di riferimento ufficiale per esperti e principianti dello sport della Vela.
- Regolamento di regata